# Zdanów-Kolonia
Zdanów-Kolonia – kolonia w Polsce położona w województwie świętokrzyskim, w powiecie sandomierskim, w gminie Obrazów.
Od południa graniczy ze Zdanowem, na północnym zachodzie granicę wyznacza Kolonia na Łąkach – przysiółek w gminie Obrazów, z lewego brzegu rzeki Dębianki.